# Nebulosa difusa

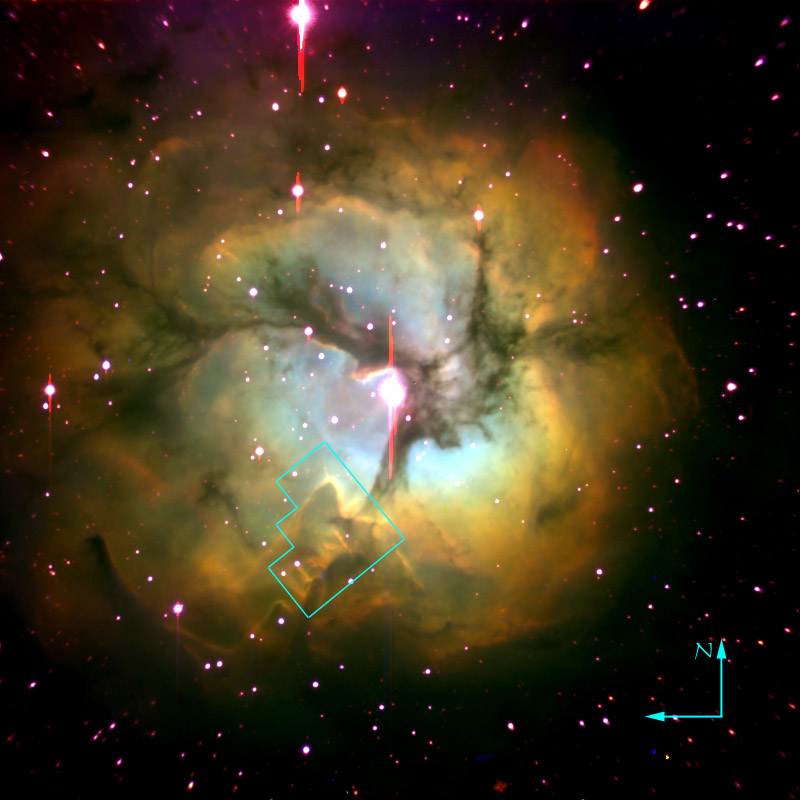
La nebulosa Trífida (M20, NGC NGC 6514) en pseudocolor

En astronomia, les nebuloses difuses, igual que les altres nebuloses, són núvols del medi interestel·lar dispers, compostes de gas i pols, però les nebuloses difuses es distingeixen per les seves emissions de llum, a diferència de les nebuloses fosques. L'emissió de llum és deguda a l'efecte de la radiació que reben dels estels propers. Avui dia es prefereix el terme de regió H II, l'adjectiu "difuses" aplicat a aquestes nebuloses data dels inicis del seu estudi, quan es van definir en funció de la seva aparená òptica.
Entre les nebuloses difuses trobem:
- Nebuloses d'emissió: la llum és emesa pel gas ionitzat. Entre elles, les regions H II que són els principals centres de creació d'estrelles.
- Nebuloses de reflexió: la llum emesa per les estrelles properes es reflecteix.